# Động đất phía Bắc Nagano 2011
Động đất phía Bắc Nagano 2011 (長野県北部地震 Nagano-ken Hokubu Jishin) là trận động đất xảy ra gần ranh giới giữa hai tỉnh Niigata và Nagano vào lúc 3:59 (theo giờ địa phương), ngày 12 tháng 3 năm 2011. Cục Khí tượng Nhật Bản ước tính trận động đất có cường độ là 6.7 richter.

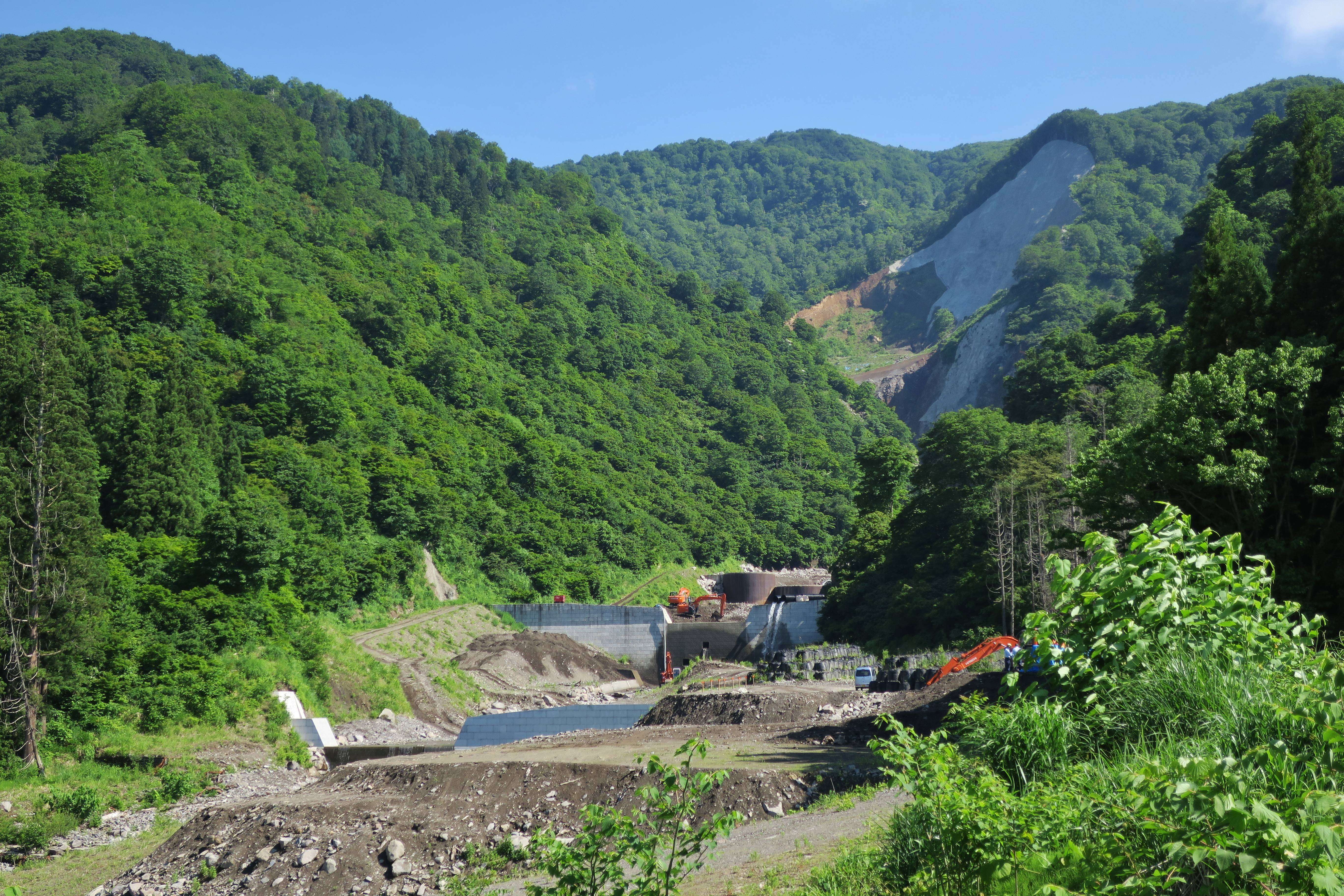
Địa hình sông Nakajo bị sụp đổ bởi trận động đất

Trận động đất trên đã ảnh hưởng đến các tỉnh Nagano, Niigata, Gunma và một phần phía tây tỉnh Fukushima. Rung chấn mạnh nhất được cảm nhận ở Sakae. Hậu quả trận động đất đã làm 3 người chết, thiệt hại nặng chủ yếu ở Sakae của tỉnh Nagano.